# Inger Schmidt-Madsen
Inger Margaretha Schmidt-Madsen, född 31 mars 1927 i Limhamns församling i Malmö, död 23 juni 2012 i Danmark, var en svensk skulptör och tecknare.
Hon var dotter till Gustav Antoni Nordquist och Lilian Hanna Marta Zaff och från 1952 gift med Ib Schmidt-Madsen. Hon studerade skulptur för Harald Isenstein i Malmö 1944–1945 och vid Konstfackskolan i Stockholm 1946–1948, Det Kongelige Danske Kunstakademi i Köpenhamn 1948–1951 och 1957–1959 samt vid Académie de la Grande Chaumière i Paris 1952–1952 och med självstudier under resor till Italien, Nordafrika, Schweiz och Norge. Hon medverkade i samlingsutställningar arrangerade av Skånes konstförening samt Kunstnernes Efterårsudstilling i Köpenhamn. Hennes konst består av figurskulpturer och porträtt i gips eller terrakotta.